# World Recreational Scuba Training Council
Le World Recreational Scuba Training Council (WRSTC) a été fondé en 1999 et est destiné à la création de normes minimales de formation en plongée récréative pour les différentes agences de certification de plongée sous-marine à travers le monde. 
Le WRSTC limite son adhésion aux conseils nationaux ou régionaux. Ces conseils sont composés d'organismes de formation individuels qui représentent collectivement au moins 50 % des certifications annuelles de plongeur dans le pays ou la région du conseil membre. Un conseil national est appelé RSTC (Recreational Scuba Training Council).
Les organisations de formation les plus importantes qui ne sont pas associées au WRSTC via l'adhésion à ses RSTC régionales sont la Confédération Mondiale des Activités Subaquatiques (CMAS), le National Association of Underwater Instructors (NAUI), le British Sub Aqua Club (BSAC), et l'International Association of Nitrox and Technical Divers (IANTD).

## Membres des Conseils

### RSTC USA
Sur la base de l'expérience des tentatives passées au sein des États-Unis pour contrôler divers aspects de l'activité de plongée récréative par la législation, le RSTC USA a été créée en 1986 en tant qu'organe permanent pour entretenir une relation entre divers organismes récréatifs de plongée.  En 1991, il a remplacé le Diving Equipment Manufacturers Association (DEMA) (renommé comme Diving Equipment and Marketing Association en 1998) en tant que secrétariat de l'American National Standards Institute (ANSI) comité pour Underwater Safety (aussi connu comme le comité Z86). Le comité Z86 a ensuite été remplacé par le comité pour Diving Instructional Standards and Safety (aussi connu comme le comité Z375 ).  En 2007, il a conservé sa nomination comme ANSI Accredited Standards Developer (ASD) pour le «comité Z375».
Le RSTC USA a été chargé de l'élaboration d'une déclaration médicale standard (conjointement avec la Undersea and Hyperbaric Medical Society) et les normes minimales de formation pour les signaux manuels de plongée et les niveaux de plongeur récréatif suivantes - Introductory Scuba Experience, Supervised Diver, Open Water Diver, Enriched Air Nitrox Certification, Entry level Rescue Diver, Dive Supervisor, Assistant Instructor, Scuba Instructor et Scuba Instructor Trainer,.
L'adhésion à un membre du conseil de la RSTC USA est l'un des critères de Boy Scouts of America (BSA) pour la sélection d'instructeurs de plongée sous-marine récréative pour la formation de ses membres afin de recevoir le badge BSA  Scuba Diving .
À compter de 2016, les organismes suivants sont membres:
- PADI - Professional Association of Diving Instructors
- PDIC - The Professional Diving Instructors Corporation
- SDI - Scuba Diving International
- Scuba Schools International (SSI)
- RAID (membre associé)

### RSTC Canada
Les agences suivantes sont actuellement membres: 
- ACUC Canada
- PADI Canada
- SDI North America

### RSTC Europe
RSTC Europe est actuellement membre de l'European Underwater Federation.  Les agences suivantes sont actuellement membres:   
- ACUC International
- Divers Alert Network Europe
- International Aquanautic Club (IAC)
- IDEA Europe
- National Association of Scuba Diving Schools Germany (NASDS)
- PADI Europe
- PADI International Limited
- PADI Nordic
- Professional Scuba Schools
- SDI Germany
- Scuba Nitrox Safety International
- Scuba Schools International (SSI) Europe

### C-Card Council (Japon)
Les agences suivantes sont actuellement membres:  
- PADI Japan
- SSI Nippon

## Critique de la WRSTC
Le WRSTC et ses conseils membres font l'objet de critiques.

Jed Livingstone, Vice-président actuel de NAUI, a expliqué que NAUI n'a pas rejoint le RSTC USA parce que ces derniers pensent qu'il ne serait pas utile que le RSTC accorde que les organisations non-RSTC ne soient pas reconnus comme des organisations légitimes de certification.